# 何東行
何東行是香港昔日一座樓宇，地址位於香港島中環皇后大道中 176 號，於1970年代初拆卸改建為錦安大廈。
何東行由何東家族於1928年興建，樓高5層。何東行早期是一個有商舖和辦公室的商場。 內有金飾珠寶、疋頭 、京蘇貨品及洋貨舖，以及飲冰室、食肆及理髮店等。 於1950年代至1960年代，樓上有各行各業的工場，也有報館、補習社。二、三樓有西醫館、牙醫館和占卜館等。雖然理論上何東行是一間有辦公室和商舖的商場，但實際上亦住有不少的住客。根據一些曾經在1950年-1970年居住過何東行5樓的前住客引述,  何東行的設計是每一層設有一個厠所，亦安裝了一部升降機，升降機需要操作員分3更來操作。每天早上7時至中午12時提供服務。其中三樓有包可寧西醫館。
得雲茶樓和樓下的鴨蛋街和陳意齋都是何東行隔鄰的地標。

## 外部連結
- 《成報》: 何東行的前身是「一笑樓」酒家；「陳意齋」旁有安和里「二奶巷」。